# Стиник
Стиник (на македонска литературна норма: Стиник) е село в община Ново село на Северна Македония.

## История
Селото се споменава в османски дефтер от 1570 година под името Истияк. През същата година в селото живеят 56 християнски домакинства.
През XIX век селото е чисто българско. Църквата „Свети Спас“ е от 1860 година. В „Етнография на вилаетите Адрианопол, Монастир и Салоника“, издадена в Константинопол в 1878 година и отразяваща статистиката на населението от 1873 година, Стипек (Stipek) е посочено като село в Петричка каза с 83 домакинства, като жителите му са 310 българи. Според статистиката на Васил Кънчов („Македония. Етнография и статистика“) от 1900 година Стипек е населявано от 700 жители, всички българи християни.
В началото на XX век цялото село е под върховенството на Българската екзархия. По данни на секретаря на екзархията Димитър Мишев („La Macédoine et sa Population Chrétienne“) през 1905 година в селото има 896 българи екзархисти. Там функционира българско училище.
При избухването на Балканската война през 1912 година трима души от селото са доброволци в Македоно-одринското опълчение.
Според преброяването от 2002 година селото има 58 жители, всички северномакедонци.

## Личности
Родени в Стиник
- Георги Пасков, деец на ВМРО
- Лазар Атанасов (1898 – 1921), деец на ВМРО, с прогимназиално образование, загинал в сражение със сръбска войска на 15 декември 1921[8]
- Никола Назлъмкин, деец на ВМРО[9]
- Петър Пасков (ок. 1891 - 1944),  македоно-одрински опълченец и деец на ВМРО

Починали в Стиник
- Алексо Поройлията (1864 – 1903), български революционер
- Гого Стоянов, български революционер, деец на Върховния комитет, четник на Алексо Поройлията, загинал заедно с войводата си в сражение на 26 юли 1903 година в местността Аджийца между селата Стиник и Игуменец, Петричко.[10]